# Renault Juvaquatre
Juvaquatre foi um carro produzido pela Renault de 1937 a 1960.